# Vannick Le Poulain
Pour les articles homonymes, voir Poulain (homonymie).
 (avril 2011).
Si vous disposez d'ouvrages ou d'articles de référence ou si vous connaissez des sites web de qualité traitant du thème abordé ici, merci de compléter l'article en donnant les références utiles à sa vérifiabilité et en les liant à la section « Notes et références ».
Vannick Marguerite Le Poulain, née le 25 juillet 1956 à Tananarive et morte, emportée par le coronavirus, le 20 novembre 2020 à Toulon, est une comédienne française.

## Biographie
Vannick Le Poulain est la nièce de Jean Le Poulain[réf. nécessaire].
Née dans une famille de comédiens, elle se passionne pour la danse et est inscrite à neuf ans à l'école de danse de l'Opéra de Paris, où elle reste jusqu'à l'âge de dix-huit ans. Au milieu des années 1960, elle se liera d'amitié avec la danseuse Rima Vetter et la chanteuse France Gall. Elle débute au théâtre en 1975. On la voit en mai de l'année suivante sur TF1 dans les émissions musicales La Compagnie Jean-Jacques Debout et Émilie ou la Petite Sirène 76 dans le rôle d'une sœur d'Émilie (France Gall). En 1977, elle tourne un épisode de la série Commissaire Moulin (Fausse Note) où elle interprète la femme d'un auteur musical à succès (François Maistre) aux côtés d'Olga George-Picot et d'André Rebaz. Elle faisait aussi de la figuration au cinéma. 
Elle fait par la suite plusieurs apparitions dans Au théâtre ce soir entre 1977 et 1986. En 1987, elle apparaît dans le clip Elle a fait un bébé toute seule de Jean-Jacques Goldman.
En 2009, Vannick Le Poulain participe à la pièce de théâtre Ciel, ma mère de Clive Exton, adaptée en français par Michèle Laroque.
Elle enregistre en 2015 le concert-lecture « Chopin-Sand, un hiver à Majorque », avec le pianiste Bertrand Coynault
Elle se retire du métier du théâtre, et du spectacle, et s'installe dans le département du Var, en 2016. 
Elle décède le 20 novembre 2020 à l'hôpital Sainte Musse à Toulon[réf. nécessaire].

## Filmographie

### Télévision
- 1975 : Le Tour du Monde en 80 jours Une comédie musicale écrite pour la télévision par Gérard Calvi, Jean Marsan et Jean Le Poulain interprétée par Jean Le Poulain, Roger Carel, Annick Blancheteau, Pierre Trabaud et Lucie Dolène est diffusée par A2 (France 2)
- 1978 : Au théâtre ce soir : Les Deux Timides d'Eugène Labiche et Marc-Michel, mise en scène Jean Le Poulain, réalisation Pierre Sabbagh, Théâtre Marigny
- 1977 : Au théâtre ce soir : Les Filles de Jean Marsan, mise en scène de l'auteur, réalisation Pierre Sabbagh, Théâtre Marigny
- 1979 : Commissaire Moulin - épisode 1.12 : Fausse Note de Jean Kerchbron : Nora Vierne.
- 1979 : Au théâtre ce soir : Miss Mabel de Robert Cedric Sherriff, mise en scène René Clermont, réalisation Pierre Sabbagh, Théâtre Marigny
- 1984 : Au théâtre ce soir : Le Malade imaginaire de Molière, mise en scène Jean Le Poulain, réalisation Pierre Sabbagh, Théâtre Marigny
- 1986 : La liberté Stéphanie série TV France 3, réalisation Marlene Bertin
- 1991 : Cas de divorce - épisode : Lenôtre contre Lenôtre de Gérard Espinasse - Martine Lenôtre
- 2013 : Petits secrets entre voisins  - épisode 16 : La fille d'à côté de Pierre-François Brodin - Marine

## Théâtre
- 1975 : Voyez-vous ce que je vois ? de Ray Cooney et John Chapman, mise en scène Jean Le Poulain, Théâtre de la Michodière
- 1979 : L'Alcade de Zalamea de Calderon, mise en scène de Jean Le Poulain, Festival de Vaison-la-Romaine, avec Jean Marais et Jean Davy
- 1984 : Le Faiseur d'Honoré de Balzac, Théâtre des Célestins, mise en scène de Jean Meyer, avec Jean Meyer, Claude Jade, Gabriel Jabbour
- 1988 : Pyjama pour six de Marc Camoletti et Georges Folgoas
- 1989 : La bonne adresse de Marc Camoletti, mise en scène de Georges Folgoas, au théâtre Michel
- 1989 : Bisous Bisous, mise en scène de Georges Folgoas avec Bernard Menez, Henri Guybet, Marcelline Collard, Bénédicte Roy
- 1992 : Faites comme chez nous ! d'après Les Coucous de Guy Grosso et Michel Modo, mise en scène Daniel Colas
- 1997 : Grison IV de Julien Vartet, mise en scène Gérard Savoisien, Théâtre des Mathurins
- 2008 : Ma femme est parfaite de Jean Barbier, mise en scène Eric Hénon, Théâtre des Nouveautés

## Chansons
- 1976 : Aime et tout s'arrangera de Michel Berger, édition APACHE STE ARL, SACEM, chanson partagée avec France Gall & Rima Vetter[3]
- 1987 : Elle a fait un bébé toute seule de Jean-Jacques Goldman, édition GOLDMAN JEAN JACQUES EDIT - SOCIETE MARC LUMBROSO, SACEM, Vannick Le Poulain joue le rôle principal du film : une femme agent RATP sur la ligne 11 à Paris. Le film se déroule en partie dans une rame de métro et dans la station Porte des Lilas.
- 2013 : Tu veux jouer ? sous-titre : Vuoi giocare con me de Vincent Tondo, SACEM, Vannick Le Poulain chante en duo avec Vincent Dominique Tondo dans le cadre du film interactif L'histoire chantée par Vannick Le Poulain et Vincent Tondo[4]